# الهرارة
الهرارة، قرية من قرى محافظة المهد، والتابعة لمنطقة المدينة المنورة في السعودية. تقع في جنوب شرق المدينة المنورة، وتبعد عنها بمسافة تقارب (130) كيلو متر، وعن مهد الذهب بمسافة تقارب (63) كيلو متر.

## مركز الهرارة
مركز الهرارة: هو من مراكز فئة (ب)
الموقعيقع المركز في الجزء () من محافظة المهد .
المساحةتبلغ مساحة المركز ( )، وتمثل ( )% من مساحة المحافظة، ويأتي في المرتبة ( )
السكانيبلغ تعداد السكان ( ) نسمة، ويأتي في المرتبة ( ).
بعد المركز عن المحافظةيقع المركز على بعد ( كم) من المحافظة، والطريق المؤدي إليها إسفلتي، ويعتبر المركز في المرتبة ( ) من حيث القرب من مقر المحافظة.